# Ел Кака ибн Амр ел Тамими
Кака ибн Амр ибн Малик ел Тамими (арапски: القعقاع بن عمرو بن مالك التميمي‎ ел Каʿкāʿ ибн ʿАмр ибн Мāлик ел Тамими) био је припадник племена Бану Тамим. Он и његово племе су прешли на ислам негде у доба Анаф ибн Каиса. Позант је по свом успеху у командовању војском. Познат је као успешан војни заповедник који је учествовао у две најзначајне битке током раних муслиманских освајања, бици код Јармука против Византијског царства (под командом Халида ибн ел Валида) и бици код Ел Кадисија против Сасанидског царства на челу са Сад ибн Аби Вакасом. Забележено је да га је у једном тренутку калиф Ебу Бекр похвалио реквши да вреди као једанаест хиљада људи, тако да му је калиф претходник, калиф Омар само послао неколицину телохранитеља код Ел Кадисија као први талас појачања. Чинећи га тиме једним од славнијих војних личности тог доба.

## Живот

### Ратови Рида
Кака ибн Амр је преобраћен на ислам заједно са својим племеном, у години делегација, 631. Али, на кратак период, он и други припадници племена Тамим су се придружили снагама лажне пророчице Саџах бинт ел Харите пре него што је касније била потчињена током Ратова Рида, а затим је имао успешну војну каријеру под Халид бин Валидом, гушећи покрет још једног лажног пророка Тулајха у бици код Бузаке. По завршетку ратова у Рида наставио је да прати Халидов поход у Сирији и Ираку.

## Битка ланаца
Кака је учествовао у Бици ланаца и једном приликом када је Кака видео Халида како дели мегдан са сасанидским прваком Хормоздом, пожурио је да помогне свом претпостављеном када су Сасаниди послали помоћ како би прекинли двобој, убивши све сасанидске војнике који су намеравали да убију Халида усред двобоја који је још увек трајао. Током ове битке, извештаји говоре да је Кака рекао: "Ми смо згазили Хормузда са обузданом бесом ..."

### Битка код Јармука
У чувеној бици код Јармука под Халидом, он је служио као његов подређени официр у елитној коњици мобилне гарде. Након тога је учествовао у улози “ватрогасне бригаде”, затварао све слабе тачке или појачавао преусмерену линију унутар муслиманских редова.

### Битка код Ел Кадисија
Калиф Омар ибн ел Хатаб је послао Ел Каку ибн Амра да учествује у бици код Кадисија. Дана 17. новембра 636. године, његове јединице су у подне стигле на бојно поље. Пре свог доласка Кака је поделио своје трупе у неколико мањих група и упутио их да се појаве на бојном пољу једана за другом, остављајући утисак да стижу велика појачања. Кака је био заузет подизањем морала и распоређивањем својих сапутника на место одакле се од њих растао претходног дана. Слонови персијске војске били су озбиљна препрека за муслимане. Да би решио овај проблем, Кака је прибегао генијалном плану. Прерушио је камиле својих војника тако да личе на необична чудовишта. Та "чудовишта" су се померила до сасанидске линије фронта, а након што су их угледали, коњи су се окренули и побегли. Са дезорганизацијом сасанидске коњице, персијска пешадија са леве стране и центара постала је изложена и рањива. Саад је наредио муслиманским снагама да изврше напад. Након што је поражена персијска војска, Кака ибн Амр је кренуо у потеру и убио персијског генерала Бахмана, који је заповедао сасанидском војском у бици код моста.
Дана 18. новембра 636. године, када је битка настављена, водио је претходницу коњице од три стотина јахача, у пратњи Кајс бин Хазима, који је водио рођаке племена Хашима који су дошли из Сирије заједно са локалним племенским ратницима из Ирака. Овог пута су се умешали у борбу против сасанидског слоновског корпуса, заокупљени засљепљивањем слонова копљима и другим оружјем док су муслимански стрелци срушили њихове јахаче. Касније током истог дан ситуација је постала тешка, јер упркос томе што су већином уништили слоновски корпус, Сасаниди су се и идаље борили жестоко, па је чак и Какин пратилац, Халид бин Џамар ел Тамими погинуо у току ноћи, тако да је Кака преузимао иницијативу, како би оснажио муслиманске војске.
У свитање 19. новембра 636. борбе су престале, али битка је још увек била неодлучена. Кака, је уз Саадову сагласност, сада деловао као теренски заповедника муслиманских трупа. Наводи се да се он обратио својим људима следећим речима:
 "Ако се боримо сат времена или више, непријатељ ће бити поражен. Дакле, ратници Бани Тамима покушајте још једном и побда ће бити ваша."
Леви центар муслимана на челу са Каком кренуо је напред и напао десно средиште Сасанида, након чега је уследио општи напад муслиманских снага. Сасаниди су били изненађени наставком битке. Лево крило и леви центар Сасанида били су гурнути назад. Кака је поново предводио групу Мубаризуна против Сасанидовог левог центра и то до поднева, и на крају је са својим људима успео да пробије Сасанидски центар.

### Битка код Џалула
Током битке код Џалуле Михрана је ангажовао своје трупе на отвореном бојишту, а Хашим ибн Утба је одлучио да изврши свој маневар. Послао је јак коњички састав под једним од својих најистакнутијих команданата коњице; Кака ибн Амром да заузме мост преко. Мост није био добро чуван јер су практично све Персијске војске биле на располагању за напад на главни део муслиманске војске. Кака је маневрисао око персијског десног бока и брзо је заузео мост на њиховом задњем делу. Вест о снажном муслиманском одреду коњице у њиховом задњем делу била је озбиљна препрека за персијски морал. Хашим је започео фронтални напад са муслиманском пешадијом док је Кака остао на персијском крају са својом коњицом. Тако је сасанидска војска заробљена што је као крајњи реултат имало њено уништење.
Након завршетка похода у Џалули остао је и неко време држао војну испоставу у Куфи.

### Први муслимански грађански рат
Током устанка против владавине калифа Османа, Кака је брзо угушио устаничке снаге који је предводио Јазид бин Кајс ел Араби. Много пута је користио сопствену репутацију као хероја калифата кога је поштивао и од кога је страховао народ Куфе да охлади загрејану политичку атмосферу пре и после убиства калифа Утмана. Чак је покушао да посредује у мирним преговорима између фракција Алија и Аиша, иако је његов покушај био безуспешан, а битка Камиле била неизбежна.
Након што је завршен грађански рат, спроведено је уклањање калифа Муавије заједно са другим Алијем из Куфе и проством у Јерусалим.

## Смрт
Упркос егзилу, касније се вратио да живи у Куфи, где је наводно касније умро након повлачења из службе.